# كريس مالكين
كريس مالكين (بالإنجليزية: Chris Malkin)‏ هو لاعب كرة قدم بريطاني في مركز الهجوم، ولد في 4 يونيو 1967 في Bebington ‏ في المملكة المتحدة. لعب مع نادي بلاكبول ونادي ترانمير روفرز ونادي تشستر سيتي ونادي تلفورد يونايتد ونادي ميلوول.

## وصلات خارجية
- كريس مالكين على موقع قاعدة بيانات كرة القدم.إي يو (الإنجليزية)
- كريس مالكين على موقع Soccerbase.com (لاعب) (الإنجليزية)